# 蘇特 (利比亞)

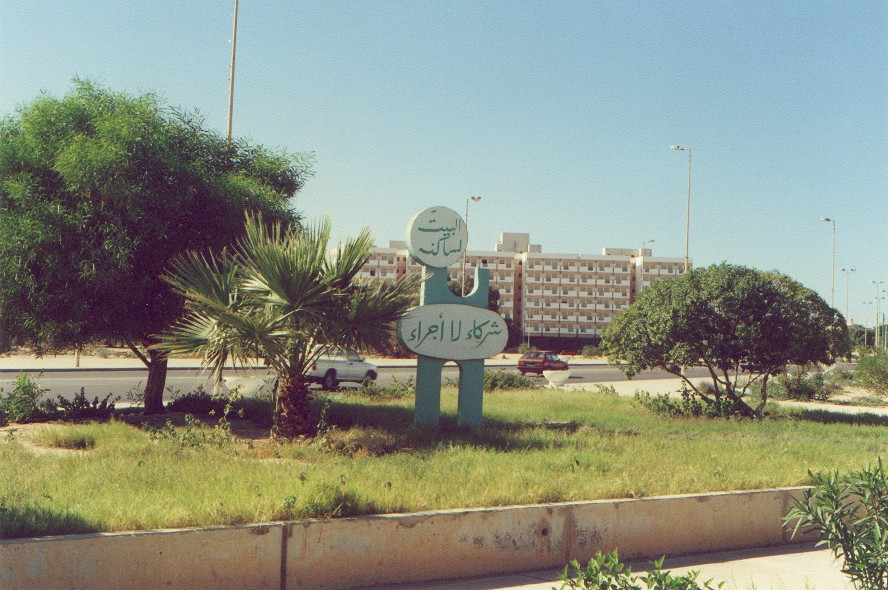
该市的一座广场

蘇特（阿拉伯语：‎）是位於利比亚北部锡德拉湾沿岸的一座港口城市，蘇爾特省首府。

## 历史
1999年9月9日，非洲统一组织在苏尔特举行的第四届特别首脑会议通过了《苏尔特宣言》，决定在2001年成立非洲联盟。
2011年利比亚内战中，在9月15日到10月20日期間，过渡委部队与卡扎菲部队在此展开了激烈的苏尔特之战，最终卡扎菲和五子等利比亚前政权高官死于该地。
伊斯兰国利比亞分支於2015年控制蘇爾特，利比亞民族團結政府於2016年5月發動蘇爾特攻勢，陸續收復被伊斯蘭國控制的地區。

## 知名人物
- 穆阿迈尔·卡扎菲（大阿拉伯利比亚人民社会主义民众国领导人）